# 查克里特·布恩辛
查克里特·布恩辛（羅馬化：Chakrit Boonsing，1996年10月5日—），暱稱Oat，為泰國第7電視台旗下的男演員及模特。

## 早期生活
Oat於1996年10月5日出生於泰國洛坤府。畢業於曼谷大學的曼谷大學工商管理學院。

## 演藝經歷
Oat以模特身份進入演藝圈並參與多支廣告拍攝。目前是泰國第7電視台旗下演員，並在他的第一部電視劇《洋娃娃》中搭檔吉雅達·英托瑞（Jada）並飾演“Tassa”一角。 2021年又在話劇《權杖》中首度挑戰反派角色，且之後累積不少戲劇作品等。
2022年，Oat搭檔納塔查·拉查揚卡農（Garn）主演了2010年的熱門翻拍劇《天國鳳凰》，播出期間反響熱烈，大結局最高收視6.6，堪稱成功的翻拍。同年10月，在奇幻動作劇《天命之虎3: 虎營雄心》中飾演反派角色“Natee”回歸，該劇由阿卡潘·納瑪（Om）與澈瑪薇·蘇婉帕努楚克（Praew）領銜主演，使得該劇反響不錯，最終播出時收視率高達5.3。
2023年，Oat搭檔珀恩彩達·瓦拉帕查那（Mameaw）、威查亞蓬·伊姆薩爾（Ris）及蘭達帕·蒙塔盧帕（Ploy）一同主演武打動作劇《雙笙之地》。

## 影視作品

### 電視劇
| 首播年份 | 戲名                    | 戲名   | 播放平台 | 角色              | 備註 |
| 首播年份 | 譯名                    | 原文名 | 播放平台 | 角色              | 備註 |
| 2021年   | 《洋娃娃2021》          |        | Ch7HD    | Tassa             | 配角 |
| 2021年   | 《權杖》                |        | Ch7HD    | Alongkot          | 配角 |
| 2022年   | 《天國鳳凰2022》        |        | Ch7HD    | Manop             | 主演 |
| 2022年   | 《天命之虎3: 虎營雄心》 |        | Ch7HD    | Nathee            | 配角 |
| 2023年   | 《雙笙之地》            |        | Ch7HD    | Kenphetch （Ken） | 主演 |
| 待公布   | 《假扮媽媽》            |        | Ch7HD    | Kachen            | 主演 |
| 待公布   | 《森林之心》            |        | Ch7HD    | Singto            | 主演 |
| 待公布   | 《俏皮情人》            |        | Ch7HD    | Phon              | 配角 |

### 網路劇
| 首播年份 | 戲名         | 戲名   | 播放平台 | 角色              |
| 首播年份 | 譯名         | 原文名 | 播放平台 | 角色              |
| 2022年   | 《愛情效應》 |        | LINE TV  | Kengchai （Keng） |